# 闘椒
鬬 椒（とう しょう、 ? - 紀元前605年）は、中国春秋時代の楚の公族。同時に将軍・司馬・令尹でもあった。姓は羋、氏は鬬、諱は椒、字は子越、または伯棼。楚の君主の若敖の孫の鬬子良の子。以下、子越の名で記す。

## 概要
子越が生まれたとき、伯父（子良の兄）の鬬㝅於菟（子文）は「この子を殺しなさい。姿は虎や熊のようで、声は山犬や狼のようだ。きっと我々若敖氏に害をなすだろう」と言ったが、子良は聞き入れなかった。子文は臨終に際しても、一族を集めて「子越が政治を執るようになったら、楚から立ち去り、災難のかからぬようにせよ」と遺言し、泣きながら「若敖氏の霊魂は餓えることになるだろう」と言った。
後に荘王に仕えた。成王40年（紀元前632年）の城濮の戦いでは、令尹の成得臣（子玉）の属将として参陣したが、蔿賈の予言が元で成得臣が敗死に追い込まれたことで、蔿賈への疑念が生じた。
荘王7年（紀元前607年）、晋の趙盾が宋・衛・陳とともに鄭を討った。子越は鄭へ救援に向かい、「楚王はこれから諸侯を帰服させるのに、配下の私が諸侯の難儀を見捨てることが出来ようか」と嘯き、陣を構えて決戦を挑んだ。子越の勇名を知る趙盾は「彼の一族は楚で盛んであるので、やがて滅びる。しばらく驕らせておこう」と言って兵を退いた。
やがて子文が没すると、従兄弟（子文の子）の鬬般（子揚）が令尹となり、子越は司馬、蔿賈は工正になった。しかし、蔿賈が荘王の命で子揚の過失を調べ上げ、その結果、子揚が誅殺されたため、さらに蔿賈を憎むようになった。
子越は蔿賈を幽閉して殺し、勢いに乗じて荘王を攻めようとした。荘王は文王・成王・穆王の公子たちを人質とすることを申し出たが、子越は聞かずに軍を進め、両軍は皋滸で激突した。子越が荘王に向かって矢を放つと一本目は荘王の手前に据えてある銅鑼に当たり、二本目は車蓋の天頂を貫いた。荘王の軍勢は動揺し、壊乱しそうになったが、荘王が「昔、文王が息を攻めて三本の矢を手に入れ、子越はそのうちの二本を盗んでいたが、もはやその矢を射尽くしてしまった」と兵を鼓舞し、太鼓を鳴らして進撃したので、子越の軍は破られ、若敖氏は壊滅した。
子の苗賁皇は晋へ亡命し、のちに晋と楚が覇権をかけて激突した鄢陵の戦いで、晋軍を勝利に導くことになる。